# Championnats du monde juniors de patinage artistique 1980
Navigation
Édition précédente Édition suivante
Les Championnats du monde juniors de patinage artistique 1980 ont lieu du 5 au 20 janvier 1980 au palais des sports de Megève en France. 

## Qualifications
Les patineurs sont éligibles à l'épreuve s'ils représentent une nation membre de l'Union internationale de patinage (International Skating Union en anglais) et s'ils ont moins de 19 ans avant le 1er juillet 1979, sauf pour les messieurs qui participent au patinage en couple et à la danse sur glace où l'âge maximum est de 21 ans. Les fédérations nationales sélectionnent leurs patineurs en fonction de leurs propres critères.
Sur la base des résultats des championnats du monde juniors 1979, l'Union internationale de patinage autorise chaque pays à avoir de une à trois inscriptions par discipline. 

## Podiums
| Épreuves                            | Or                               | Argent                             | Bronze                          |
| ----------------------------------- | -------------------------------- | ---------------------------------- | ------------------------------- |
| Messieurs résultats détaillés       | Alexandre Fadeïev                | Vitali Egorov                      | Falko Kirsten                   |
| Dames résultats détaillés           | Rosalynn Sumners                 | Kay Thomson                        | Carola Paul                     |
| Couples résultats détaillés         | Larisa Seleznyova / Oleg Makarov | Marina Nikitiuk / Rashid Kadyrkaev | Kathia Dubec / Xavier Douillard |
| Danse sur glace résultats détaillés | Elena Batanova / Andrei Antonov  | Judit Péterfy / Csaba Bálint       | Renée Roca / Andrew Ouellette   |

## Tableau des médailles
| Rang  | Nation             | Or | Argent | Bronze | Total |
| ----- | ------------------ | -- | ------ | ------ | ----- |
| 1     | Union soviétique   | 3  | 2      | 0      | 5     |
| 2     | États-Unis         | 1  | 0      | 1      | 2     |
| 3     | Canada             | 0  | 1      | 0      | 1     |
| 3     | Hongrie            | 0  | 1      | 0      | 1     |
| 5     | Allemagne de l'Est | 0  | 0      | 2      | 2     |
| 6     | États-Unis         | 0  | 0      | 1      | 1     |
| Total | Total              | 4  | 4      | 4      | 12    |

## Détails des compétitions

### Messieurs
| Rang | Nom                 | Nation               | Places | Points | Fig. impo. | Prog. court | Prog. libre |
| ---- | ------------------- | -------------------- | ------ | ------ | ---------- | ----------- | ----------- |
| 1    | Alexandre Fadeïev   | Union soviétique     |        |        |            |             |             |
| 2    | Vitali Egorov       | Union soviétique     |        |        |            |             |             |
| 3    | Falko Kirsten       | Allemagne de l'Est   |        |        |            |             |             |
| 4    | Grzegorz Filipowski | Pologne              |        |        |            |             |             |
| 5    | Scott Williams      | États-Unis           |        |        |            |             |             |
| 6    | Neil Paterson       | Canada               |        |        |            |             |             |
| 7    | Laurent Depouilly   | France               |        |        |            |             |             |
| 8    | Alexei Sidorov      | Union soviétique     |        |        |            |             |             |
| 9    | Oliver Höner        | Suisse               |        |        |            |             |             |
| 10   | Jack O'Brien        | États-Unis           |        |        |            |             |             |
| 11   | Ralf Lewandowski    | Allemagne de l'Est   |        |        |            |             |             |
| 12   | Didier Manaud       | France               |        |        |            |             |             |
| 13   | Masaru Ogawa        | Japon                |        |        |            |             |             |
| 14   | Thomas Wieser       | Allemagne de l'Ouest |        |        |            |             |             |
| 15   | Andrzej Strzelec    | Pologne              |        |        |            |             |             |
| 16   | Cameron Medhurst    | Australie            |        |        |            |             |             |
| 17   | Roger Andersson     | Suède                |        |        |            |             |             |
| 18   | Thomas Hlavik       | Autriche             |        |        |            |             |             |
| 19   | Karel Landys        | Suède                |        |        |            |             |             |
| 20   | Fini Ravn           | Danemark             |        |        |            |             |             |
| 21   | Fernando Soria      | Espagne              |        |        |            |             |             |
| 22   | Tomislav Čižmešija  | Yougoslavie          |        |        |            |             |             |

### Dames
| Rang    | Nom                   | Nation               | Places | Points | Fig. impo. | Prog. court | Prog. libre |
| ------- | --------------------- | -------------------- | ------ | ------ | ---------- | ----------- | ----------- |
| 1       | Rosalynn Sumners      | États-Unis           |        |        |            |             |             |
| 2       | Kay Thomson           | Canada               |        |        |            |             |             |
| 3       | Carola Paul           | Allemagne de l'Est   |        |        |            |             |             |
| 4       | Manuela Ruben         | Allemagne de l'Ouest |        |        |            |             |             |
| 5       | Daniela Massanneck    | Allemagne de l'Ouest |        |        |            |             |             |
| 6       | Marina Serova         | Union soviétique     |        |        |            |             |             |
| 7       | Béatrice Farinacci    | France               |        |        |            |             |             |
| 8       | Daniela Zuccoli       | Italie               |        |        |            |             |             |
| 9       | Bunny Blake           | États-Unis           |        |        |            |             |             |
| 10      | Andrea Rohm           | Autriche             |        |        |            |             |             |
| 11      | Chantal Zurcher       | Suisse               |        |        |            |             |             |
| 12      | Masako Kato           | Japon                |        |        |            |             |             |
| 13      | Lotta Isaksson        | Finlande             |        |        |            |             |             |
| 14      | Beata Nachrzter       | Pologne              |        |        |            |             |             |
| 15      | Patricia Vangenechten | Belgique             |        |        |            |             |             |
| 16      | Li Scha Wang          | Pays-Bas             |        |        |            |             |             |
| 17      | Caroline Naredi       | Suède                |        |        |            |             |             |
| 18      | Amanda James          | Australie            |        |        |            |             |             |
| 19      | Tine-Mai Krian        | Norvège              |        |        |            |             |             |
| 20      | Nataša Katić          | Yougoslavie          |        |        |            |             |             |
| 21      | Anette Nygaard        | Danemark             |        |        |            |             |             |
| 22      | Cristina Haas         | Espagne              |        |        |            |             |             |
| 23      | Svetla Staneva        | Bulgarie             |        |        |            |             |             |
| 24      | Shin Hi-jung          | Corée du Sud         |        |        |            |             |             |
| Abandon | Kathy Lindsay         | Nouvelle-Zélande     |        |        |            |             |             |

### Couples
| Rang | Nom                                   | Nation           | Places | Points | Prog. court | Prog. libre |
| ---- | ------------------------------------- | ---------------- | ------ | ------ | ----------- | ----------- |
| 1    | Larisa Seleznyova / Oleg Makarov      | Union soviétique |        |        |             |             |
| 2    | Marina Nikitiuk / Rashid Kadyrkaev    | Union soviétique |        |        |             |             |
| 3    | Kathia Dubec / Xavier Douillard       | France           |        |        |             |             |
| 4    | Kelly Abolt / Kevin Peeks             | États-Unis       |        |        |             |             |
| 5    | Elena Kravchenko / Vladimir Starostin | Union soviétique |        |        |             |             |
| 6    | Gaby Galambos / Jörg Galambos         | Suisse           |        |        |             |             |

### Danse sur glace
| Rang | Nom                                  | Nation               | Places | Points | Danses imposées | Danse libre |
| ---- | ------------------------------------ | -------------------- | ------ | ------ | --------------- | ----------- |
| 1    | Elena Batanova / Andrei Antonov      | Union soviétique     |        |        |                 |             |
| 2    | Judit Péterfy / Csaba Bálint         | Hongrie              |        |        |                 |             |
| 3    | Renée Roca / Andrew Ouellette        | États-Unis           |        |        |                 |             |
| 4    | Oksana Gusakova / Genrikh Sretenski  | Union soviétique     |        |        |                 |             |
| 5    | Karen Taylor / Robert Burk           | Canada               |        |        |                 |             |
| 6    | Petra Born / Rainer Schönborn        | Allemagne de l'Ouest |        |        |                 |             |
| 7    | Sophie Schmidt / Eric Desplats       | France               |        |        |                 |             |
| 8    | Maria Kniffer / Manfred Hübler       | Autriche             |        |        |                 |             |
| 9    | Iwona Bielas / Jacek Jasiaczek       | Pologne              |        |        |                 |             |
| 10   | Karan Giles / Russell Green          | Royaume-Uni          |        |        |                 |             |
| 11   | Gabriella Ferpozzi / Marco Ferpozzi  | Suisse               |        |        |                 |             |
| 12   | Raffaella Cazzaniga / Massimo Crippa | Italie               |        |        |                 |             |
| 13   | Brennice Coates / Leslie Boroczky    | Australie            |        |        |                 |             |
| 14   | Nicoletta Lunghi / Oscar Cassa       | Italie               |        |        |                 |             |
| 15   | Edith Rodinger / Harald Rodinger     | Autriche             |        |        |                 |             |
| 16   | Sophie Merigot / Philippe Berthe     | France               |        |        |                 |             |
| 17   | Natascha Devisch / Jan Tack          | Belgique             |        |        |                 |             |